# زیردریایی یو-۲۲۷
زیردریایی یو-۲۲۷ (به انگلیسی: German submarine U-227) یک زیردریایی بود که طول آن ۶۷٫۱ متر (۲۲۰ فوت ۲ اینچ) بود. این زیردریایی در سال ۱۹۴۲ ساخته شد.